# شهرستان نیو کنت (ویرجینیا)
شهرستان نیو کنت، ویرجینیا (به انگلیسی: New Kent County, Virginia) یک سکونتگاه مسکونی در ایالات متحده آمریکا است که در ویرجینیا واقع شده‌است.

## خصوصیات
شهرستان نیو کنت ۵۷۷٫۵۷ کیلومترمربع مساحت دارد.